# Alois Josef Šťastný
Alois Josef Šťastný (8. července 1901 Praha – 18. září 1979 Praha) byl český redaktor prózy a překladatel z angličtiny zaměřující se především na překlady americké beletrie. Byl amnestovaným vykonavatelem neúspěšného atentátu na československého ministerského předsedu Karla Kramáře, který provedl v lednu 1919.

## Život

### Rané mládí
Narodil se v Praze do rodiny politika Národně socialistické strany a odboráře Ferdinanda Šťastného. V mládí začal vyznávat myšlenky radikální levice a komunismu, byl členem levicového spolku Mladá socialistická inteligence, napojené na Českou stranu sociálně demokratickou. Po neúspěchu při studiu obchodní akademie pracoval jako písař u státní dráhy.

### Atentát na Karla Kramáře
V nově vzniklém politickém klimatu vzniku Československa, spojeného mj. s hospodářskou nestabilitou po konci první světové války, se ve spojení s dalším levicově smýšlejícím aktivistou Vladimírem Gregorem rozhodli připravit atentát na československého premiéra Karla Kramáře. Toho spatřovali jako vrcholného představitele buržoazie bránícího proletářské revoluci v zemi a chtěli mu též bezprostředně zabránit, aby se účastnil Pařížské mírové konference. Jejich záměrem bylo Kramáře osobně konfrontovat a zblízka pak zastřelit. Za tímto účelem opatřil Gregor Šťastnému malý kapesní revolver značky Bulldog. Oba pak obtížně sháněli náboje do zbraně, které se jim nakonec podařilo získat pouze dva, přesto byli odhodláni záměr provést. Po několik týdnů se pak Šťastný neúspěšně snažil si smluvit u Kramáře audienci.
8. ledna 1919 přišel Šťastný okolo druhé hodiny odpoledne na Pražský hrad, aby se pokusil se s premiérem setkat v jeho kanceláři. Byl ohlášen a instruován, aby počkal na chodbě. Kramář měl toho dne nabitý program: dopoledne mluvil v Národním shromáždění, a po druhé hodině pak z kanceláře opět odcházel v doprovodu svého tajemníka Františka Schrödera. Na chodbě čekal vedle Šťastného také malíř Karel Langer, který byl u premiéra ohlášen. Chvíli po setkání Šťastný ke Kramářovi přistoupil a ze vzdálenosti tří metrů na něj dvakrát vystřelil oba náboje v revolveru. První kulka Kramáře zasáhla přes těžký zimní kabát, sako, několik předmětů v kapsách a zastavila se o kožený úchyt šlí, druhý náboj se při výstřelu vzpříčil v hlavni a projektil z ní nevyšel. Kramář tak zůstal zcela bez fyzické úhony a ještě téhož dne pokračoval v naplánovaném programu. Šťastný byl ihned Schröderem a Langerem zpacifikován, zadržen četnictvem a uvězněn, krátce poté byl zadržen také jeho komplic Gregor.
Oba zadržení se pod tíhou důkazů a hrozbou ohrožení pozice sociálnědemokratické strany ke svým záměrům doznali. V následném procesu byl Alois J. Šťastný odsouzen na 8, Gregor pak na čtyři roky těžkého žaláře. Za odsouzené se pak na svobodě přimlouvali jejich příbuzní, významnou byla intervence Aloisova otce Ferdinanda, který v dubnových parlamentních volbách v roce 1920 získal za Československou stranu socialistickou (dříve národní sociálové, později národní socialisté) senátorské křeslo v Národním shromáždění. Prezident Masaryk v srpnu 1920 Šťastného amnestoval, ještě téhož roku byl propuštěn také Vladimír Gregor.

### V USA
Opětovně se bez úspěchu pokusil dokončit studium. Roku 1922 Šťastný opustil Československo a vydal se do Spojených států amerických, kde po nějaký čas žil. Jako námořník navštívil země střední Ameriky nebo Čínu, posléze sloužil také jako voják americké armády na Filipínách či pracoval jako redaktor v českých krajanských periodikách. Posléze se do ČSR vrátil. Pronásledovala jej jeho minulost a též psychické problémy, které jej dovedly až k myšlenkám na sebevraždu. O tu se pokusil zastřelením revolverem do spánku, střela jej však nezasáhla a vytvořila na jeho čele zhruba šesticentimetrovou jizvu. I tyto skutečnosti vedly k tomu, že byl jeho trest v roce 1927 z úřední moci zahlazen a vymazán z jeho trestního rejstříku.
V letech 1929 až 1938 byl zaměstnán jako magistrátní úředník v Praze, poté pracoval jako novinář.

### Překladatelská činnost
Šťastný se pak od roku 1952 zaměřil na samostatnou překladatelskou činnost, povětšinou redakci a překladům děl soudobé americké beletrie, které se věnoval po další desítky let. Během své kariéry vytvořil několik vůbec prvních překladů amerických děl do češtiny. Překládal např. romány Jacka Londona, Erskina Caldwella, Jona Dos Passose či Johna Steinbecka.

### Úmrtí
Alois Josef Šťastný zemřel 18. září 1979 v Praze ve věku 78 let.

## Dílo

### Překlady (výběr)
- Bílý Tesák: román – Jack London, 1967
- Bílý Den: román – Jack London, 1970
- Romance čumilů : povídky – O. Henry